# 1992年アルベールビルオリンピックのフランス選手団
1992年アルベールビルオリンピックのフランス選手団（1992ねんアルベールビルオリンピックのフランスせんしゅだん）は、1992年2月8日から2月23日までフランスのサヴォワ県アルベールヴィルで開催された1992年アルベールビルオリンピックのフランス選手団、およびその競技結果。

## 概要
今大会は開催国として迎え、金メダル3個、銀メダル5個、銅メダル1個の計9個のメダルを獲得した。銀メダルの獲得数は過去最多、合計獲得メダルは1968年グルノーブルオリンピックの9個と並ぶ過去最多タイであった。
バイアスロンでは、コリン・ニオグレ＆ヴェロニク・クローデル＆アンヌ・ブリアンのフランスチームがフランス選手としてオリンピックのバイアスロン競技初の金メダルを獲得した。
今大会から正式種目となったフリースタイルスキー男子モーグルでは、エドガー・グロスピロンが金メダルを獲得した。

## メダル
| メダル | 選手名                                                   | 競技                 | 種目               |
| ------ | -------------------------------------------------------- | -------------------- | ------------------ |
| 金     | エドガー・グロスピロン                                   | フリースタイルスキー | 男子モーグル       |
| 金     | ファブリス・ギー                                         | ノルディック複合     | 男子個人           |
| 金     | コリン・ニオグレ ヴェロニク・クローデル アンヌ・ブリアン | バイアスロン         | 女子3×7.5kmリレー  |
| 銀     | フランク・ピカール                                       | アルペンスキー       | 男子滑降           |
| 銀     | キャロル・メルル                                         | アルペンスキー       | 女子スーパー大回転 |
| 銀     | オリビエ・アラマン                                       | フリースタイルスキー | 男子モーグル       |
| 銀     | シルバン・ギョーム                                       | ノルディック複合     | 男子個人           |
| 銀     | イザベル・デュシュネー ポール・デュシュネー              | フィギュアスケート   | アイスダンス       |
| 銅     | フロランス・マスナダ                                     | アルペンスキー       | 女子複合           |